# اوتلو کورپوریشن
اوتلو کورپوریشن (انگلیسی: Otello Corporation) شرکت فناوری اطلاعات نروژی است، که در سال ۱۹۹۵ تأسیس شد.